# نیکول ۱۳۴۳
سیارک ۱۳۴۳ (به انگلیسی: 1343 Nicole، نامگذاری:1935FC) هزار و سیصد و چهل و سومین سیارک کشف شده‌است که در ۲۹ مارس ۱۹۳۵ و در الجزیره کشف شد.
قدر مطلق سیارک برابر ۱۱٫۱۰ است.